# Leithia
A Leithia a Málta és Szicília mediterrán szigeteiről származó kihalt óriási pelefélék nemzetsége. A szigeti gigantizmus példájának tekintik.

## Kihalása
700 ezer éve halt ki.

## Felfedezés és rendszertan
A fajt először Andrew Leith Adams nevezte el 1863-ban a máltai barlangokban talált maradványokból, és az élő Myoxus nemzetséghez sorolták. A Leithiát 1896 -ban Richard Lydekker javasolta a Leithiinae típusnemének, nevét Andrew Leith Adams tiszteletére kapta. A becslések szerint a súlya 113 g. Abban az időben, mielőtt a Földközi-tenger szigeteit gyarmatosították, sok endemikus állatfaj élt rajtuk, akadtak a vidéken, szokatlanul nagy állatfajok, mint például a Leithia, és szokatlanul kicsik is (például törpe elefántok és vízilovak), míg egy másik óriás pele, Hypnomys, nyugatabbra a Mallorcán élt. A szigeti gigantizmus egy példájában a pelefélék nagyra tudtak nőni ragadozók hiányában ezeken a szigeteken, amelyek egyébként arra kényszerítik a rágcsálókat, hogy elrejtőzzenek a lyukakban vagy repedésekben, és kicsik legyenek. A Leithia két faja, a L. melitensis csak Máltán  és a kisebbik L. cartei, Szicílián és Máltán élt. Az L. Melitensis koponyája 11 cm hosszú.

## Fajok
Az alábbi két faj tartozik ebbe a nembe:
- Leithia cartei – A kisebbik faj megnevezése.
- Leithia melitensis – A nagyobbik faj megnevezése.

## Fordítás
Ez a szócikk részben vagy egészben  a   Leithia című angol Wikipédia-szócikk ezen változatának fordításán alapul.  Az eredeti cikk szerkesztőit annak laptörténete sorolja fel. Ez a jelzés csupán a megfogalmazás eredetét és a szerzői jogokat jelzi, nem szolgál a cikkben szereplő információk forrásmegjelöléseként.